# Gara, Suceava
Gara este un sat ce aparține orașului Milișăuți din județul Suceava, Bucovina, România.
 Acest articol despre o localitate din județul Suceava este deocamdată un ciot. Puteți ajuta Wikipedia prin completarea lui.